# Iglesia de Nuestra Señora de Échillais
La iglesia de Nuestra Señora de Échillais (en francés: église Notre-Dame) es una pequeña iglesia románica francesa del siglo XII situada en Échillais en Saintonge, en el departamento de Charente-Maritime de la región de Poitou-Charentes.
Fue objeto de una clasificación como monumento histórico en la lista de 1840.

## Galería de imágenes

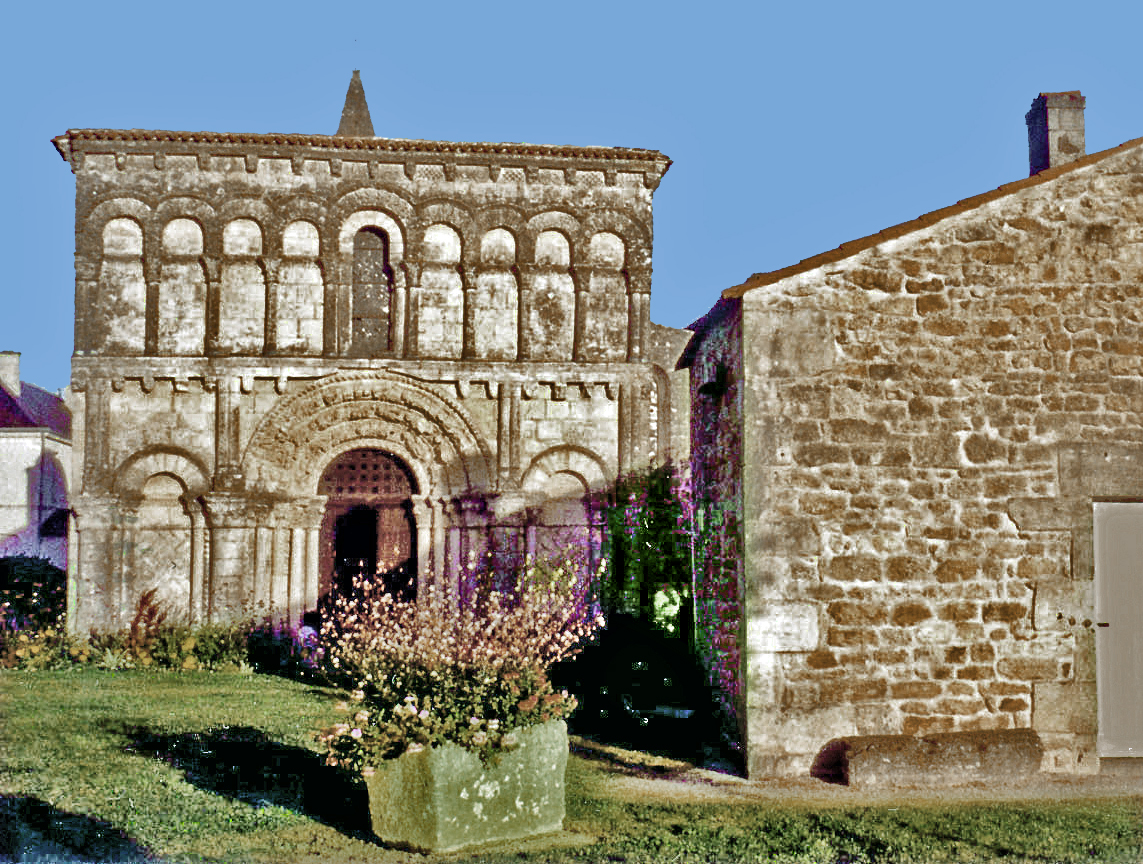
Portada
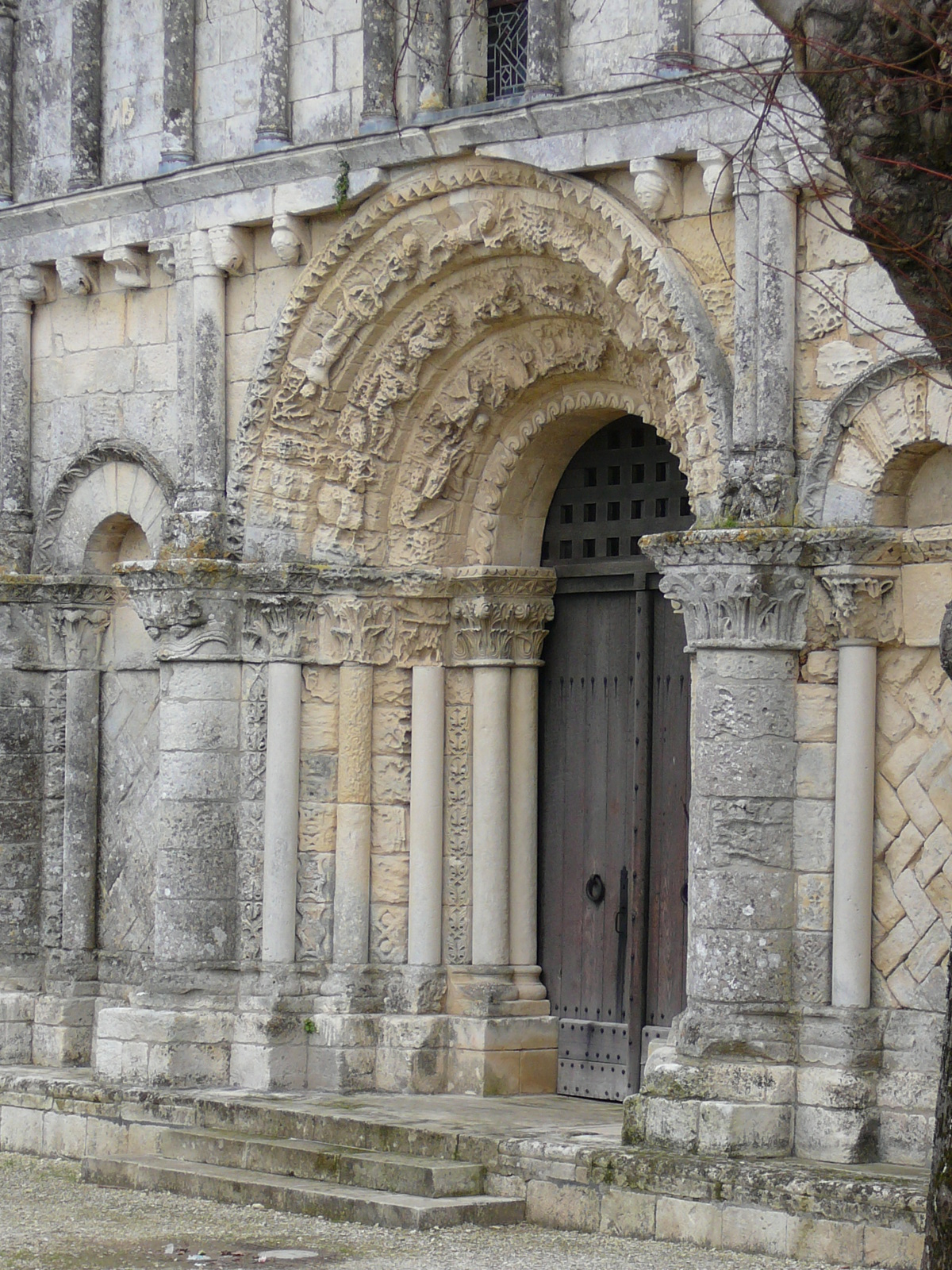
Portada
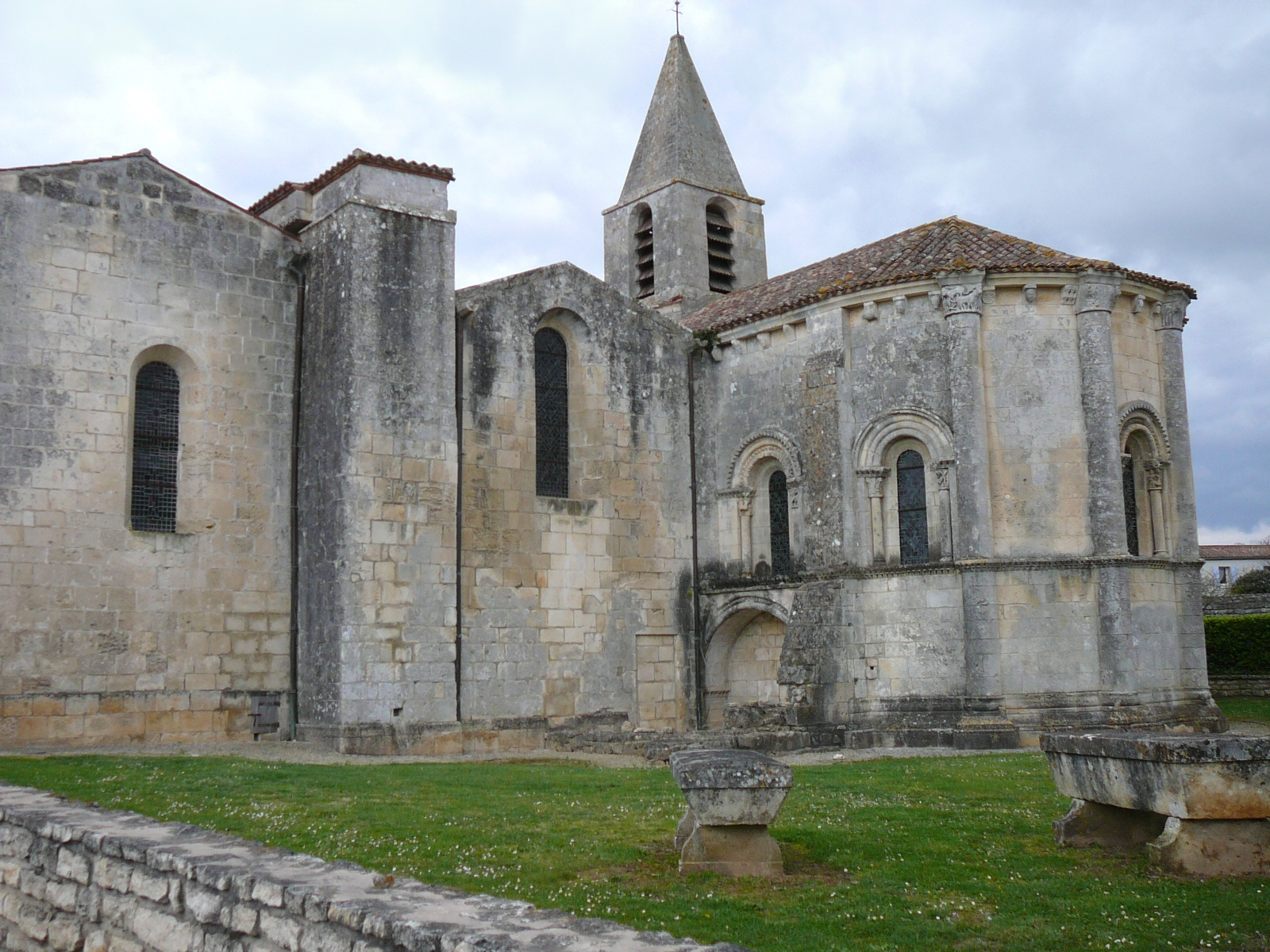
Cabecera
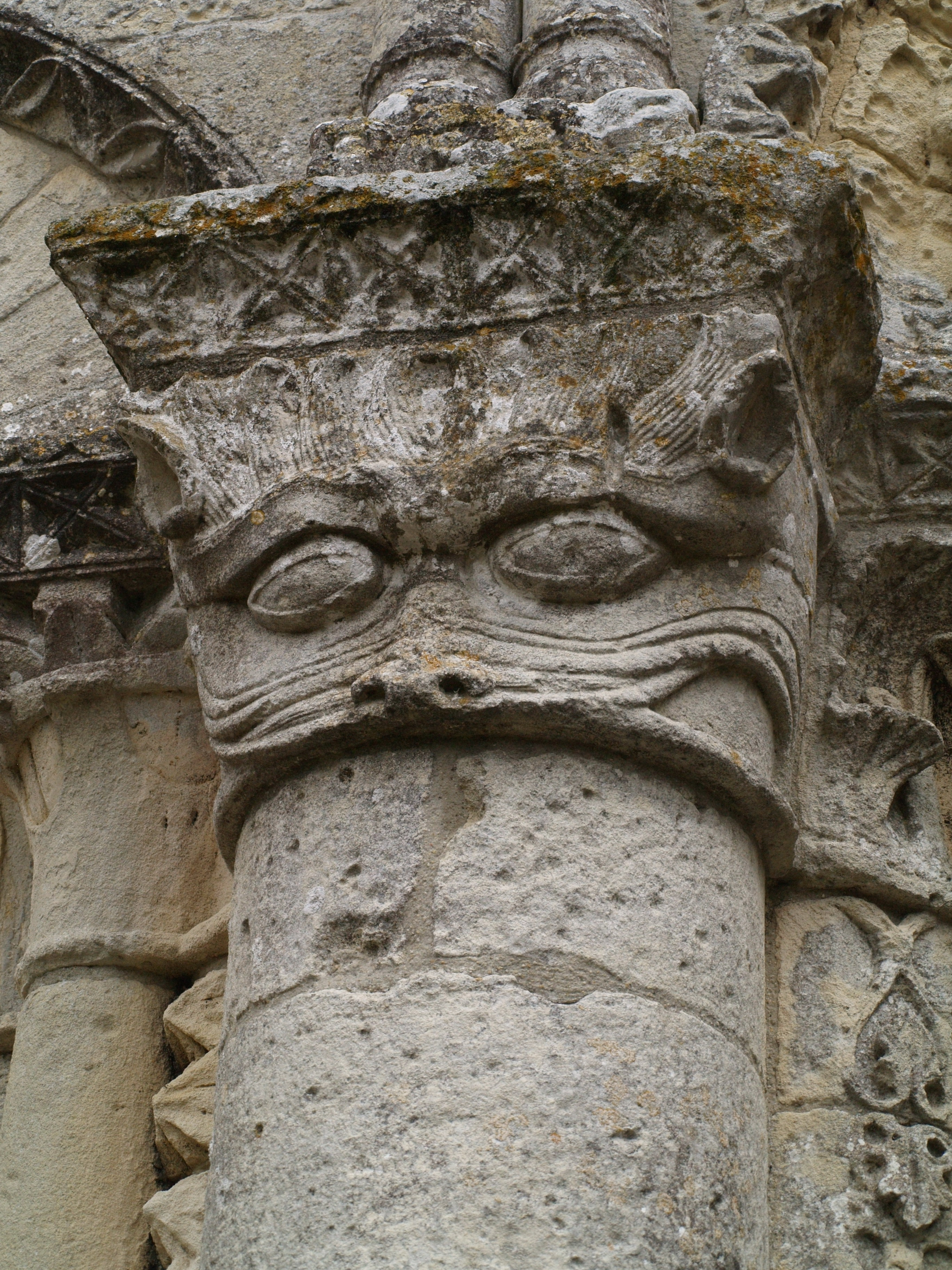
Un capitel: el "Grand'Goule"

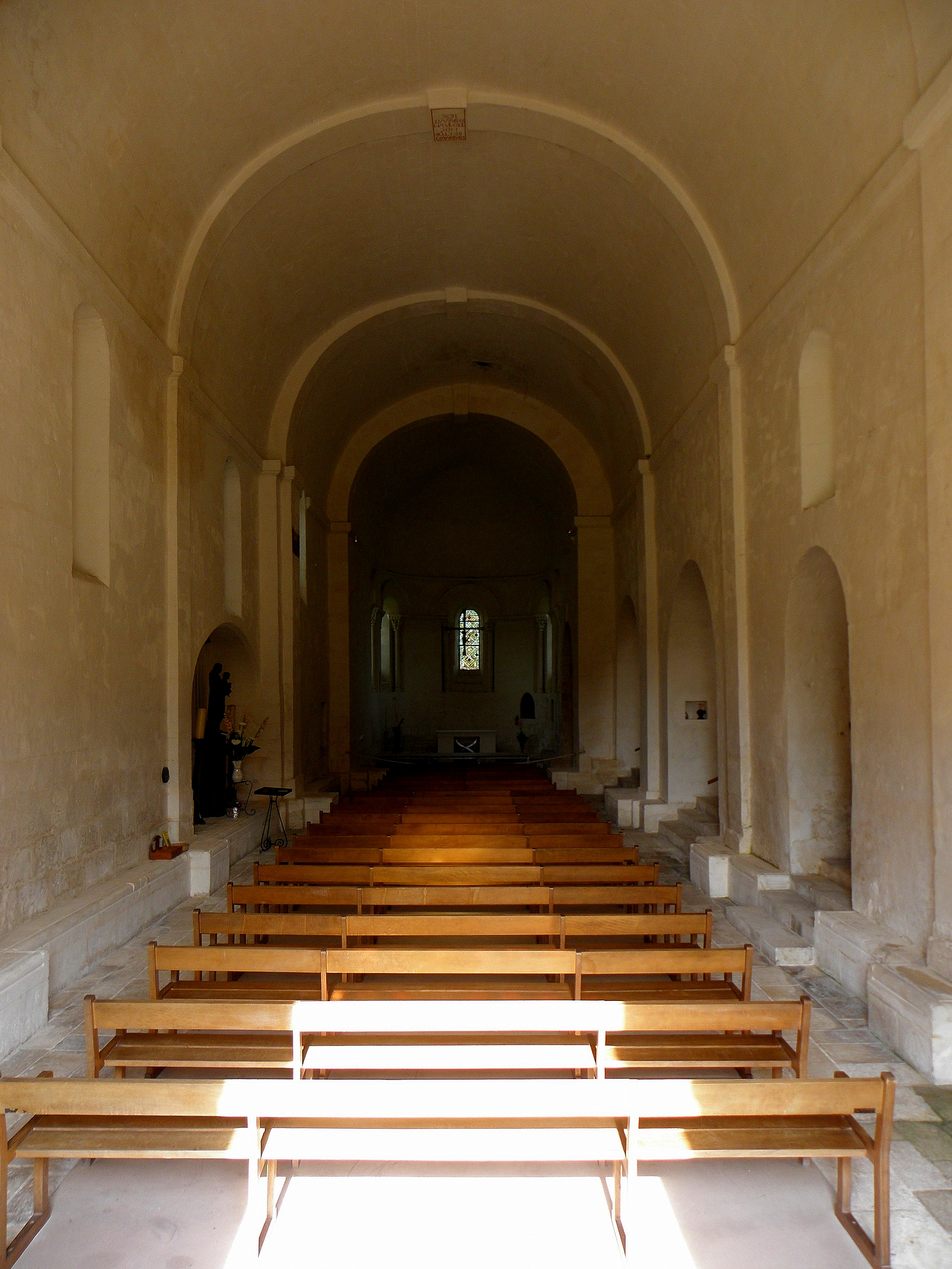
Nave
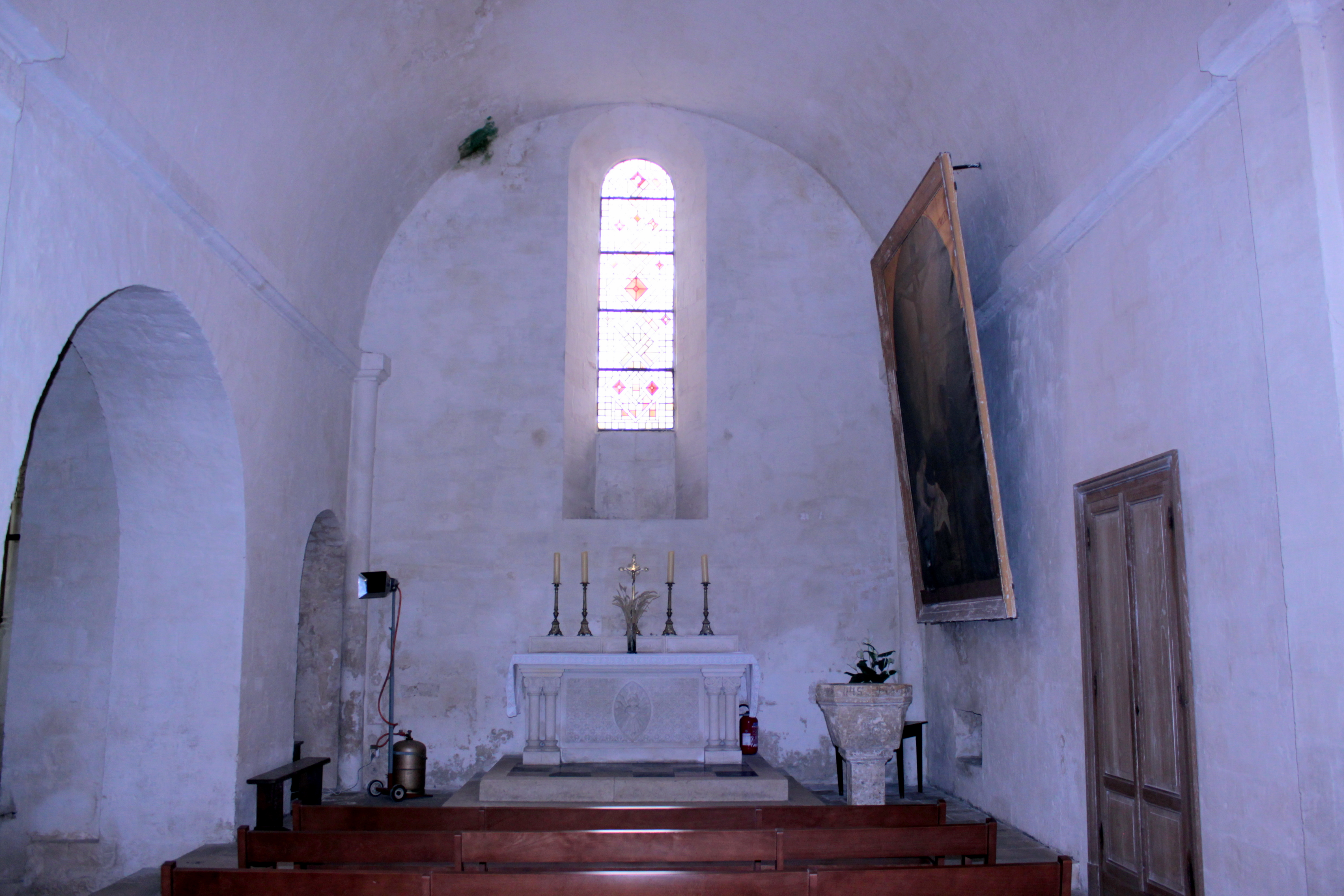
Absidiolo derecho
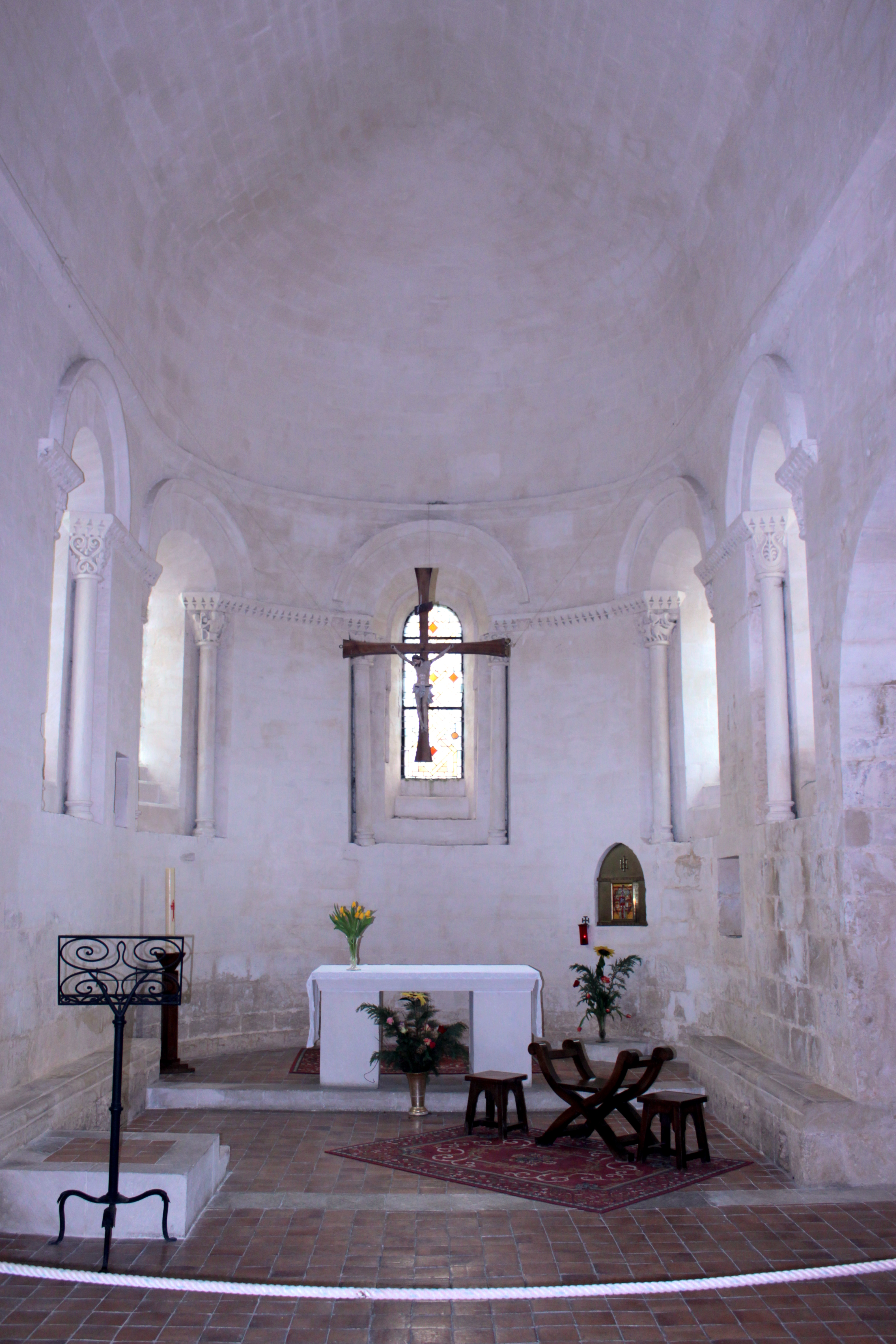
Nave
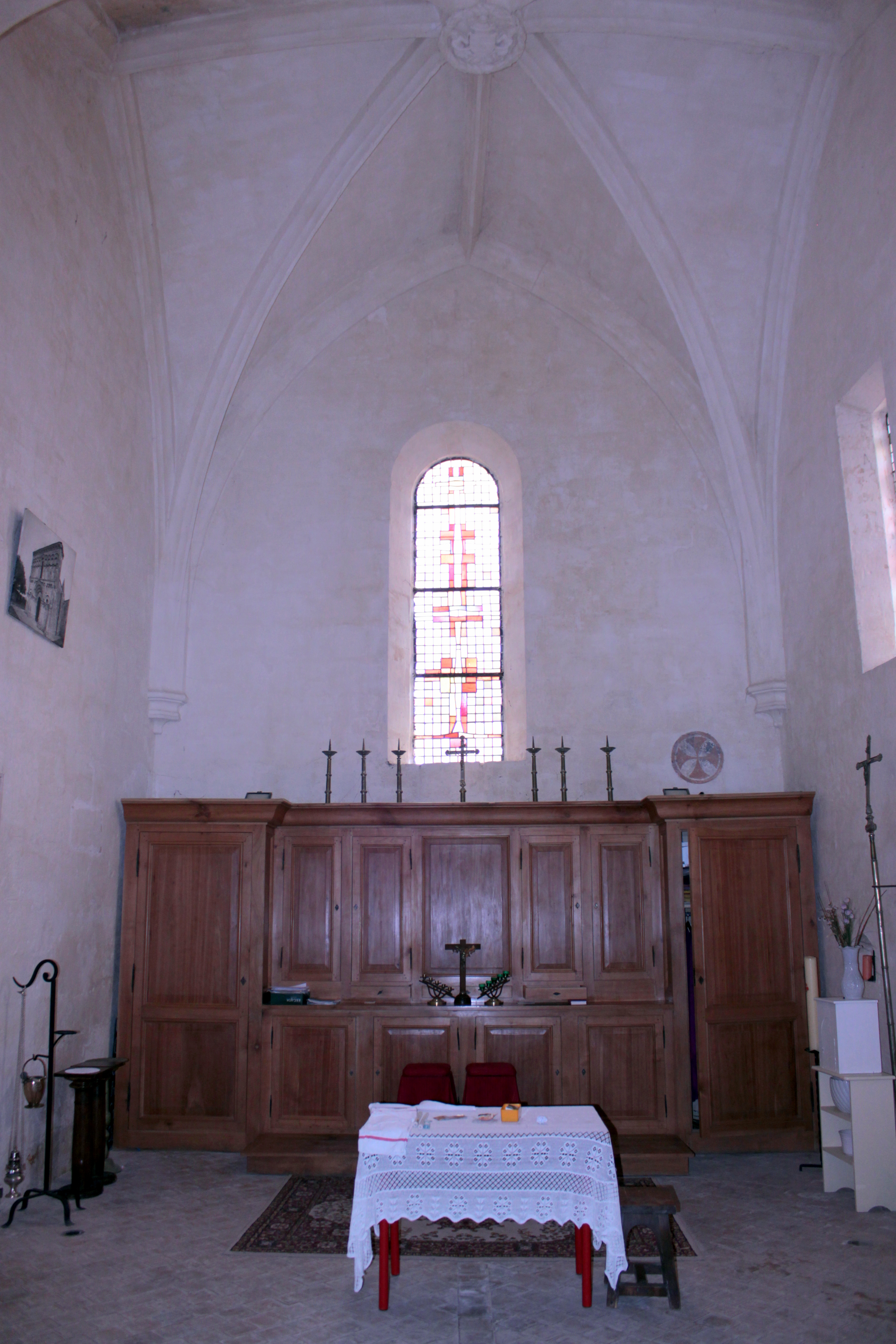
Absidiolo izquierdo
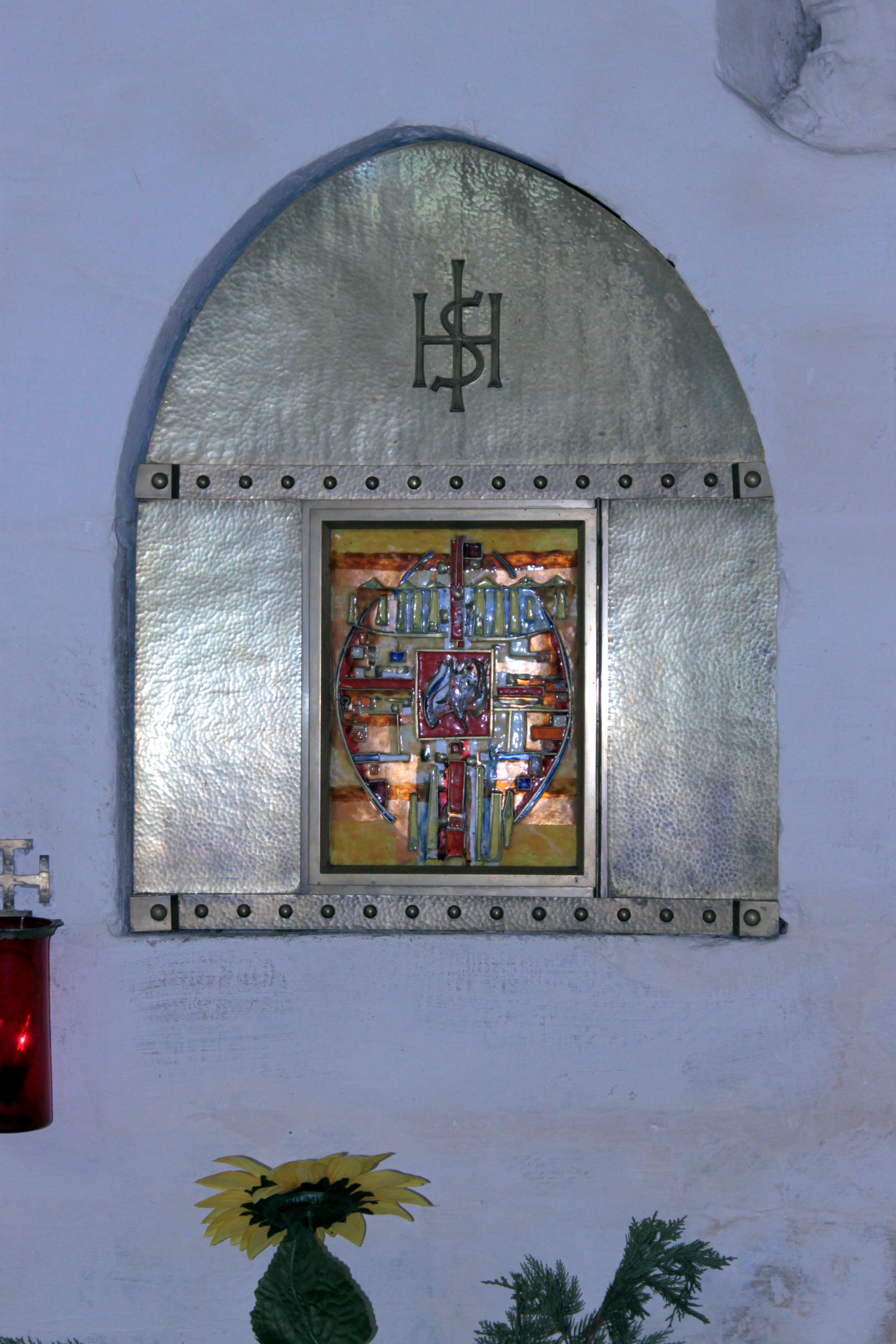
Tabernáculo

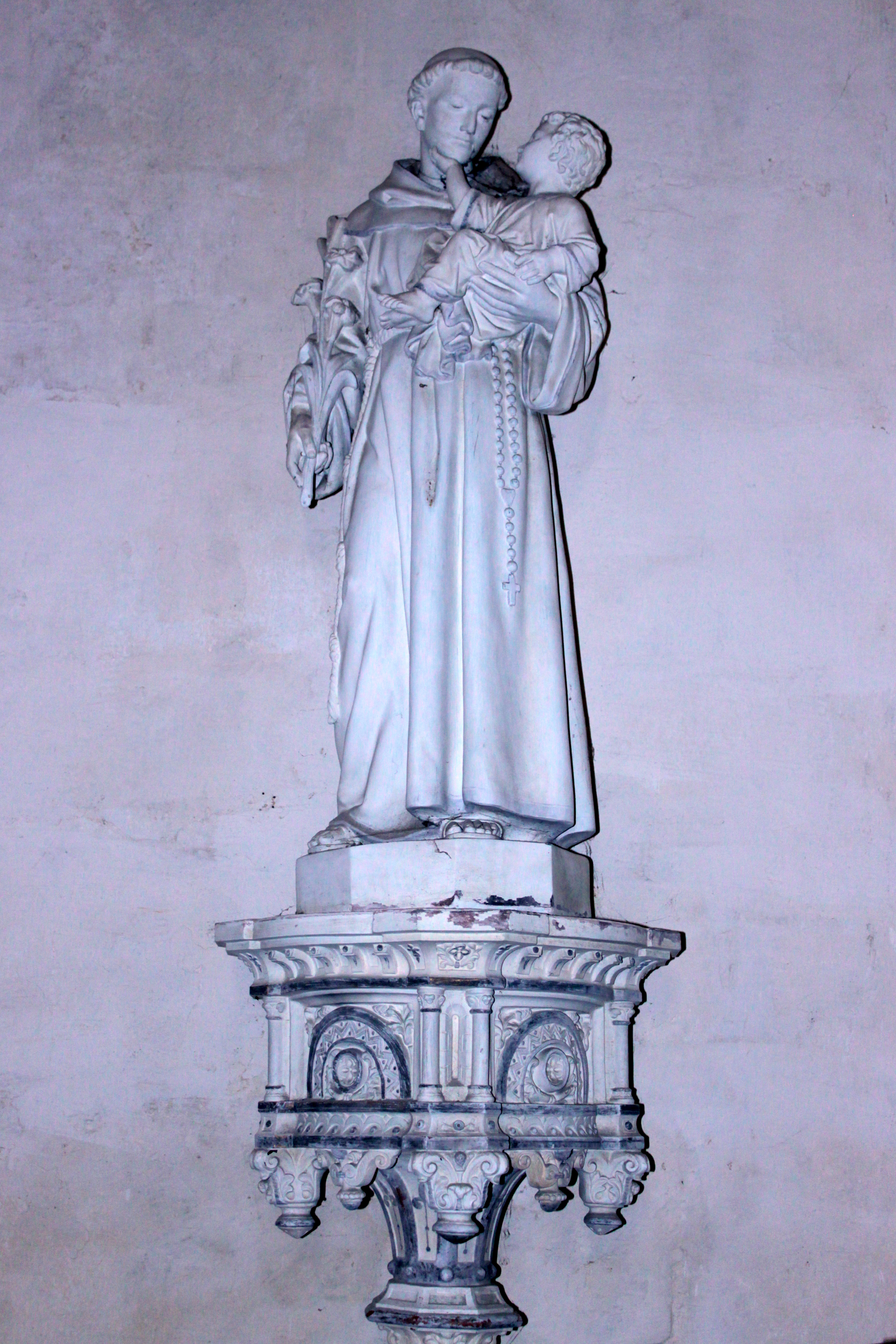
San Antonio de Padua
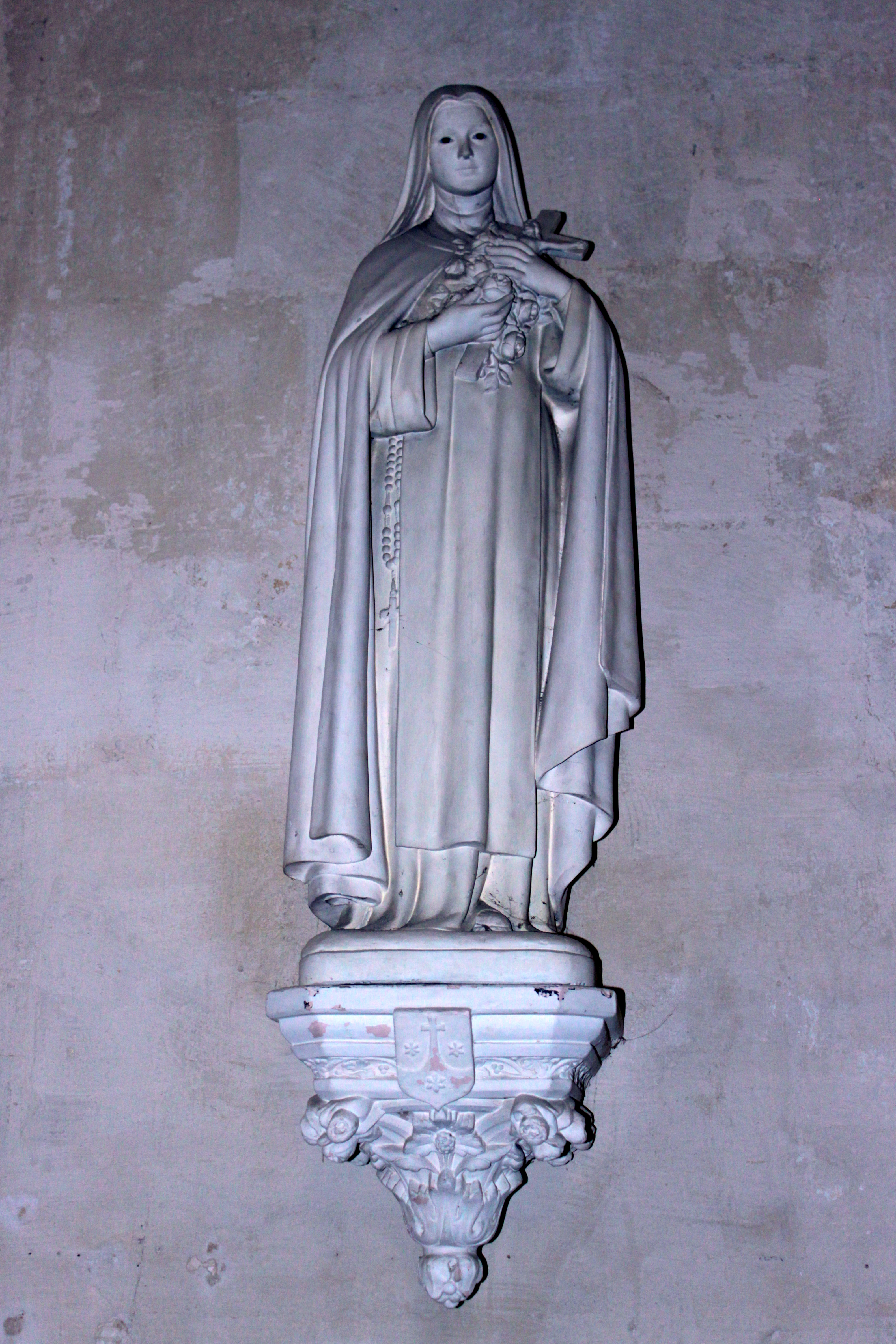
Santa Teresa
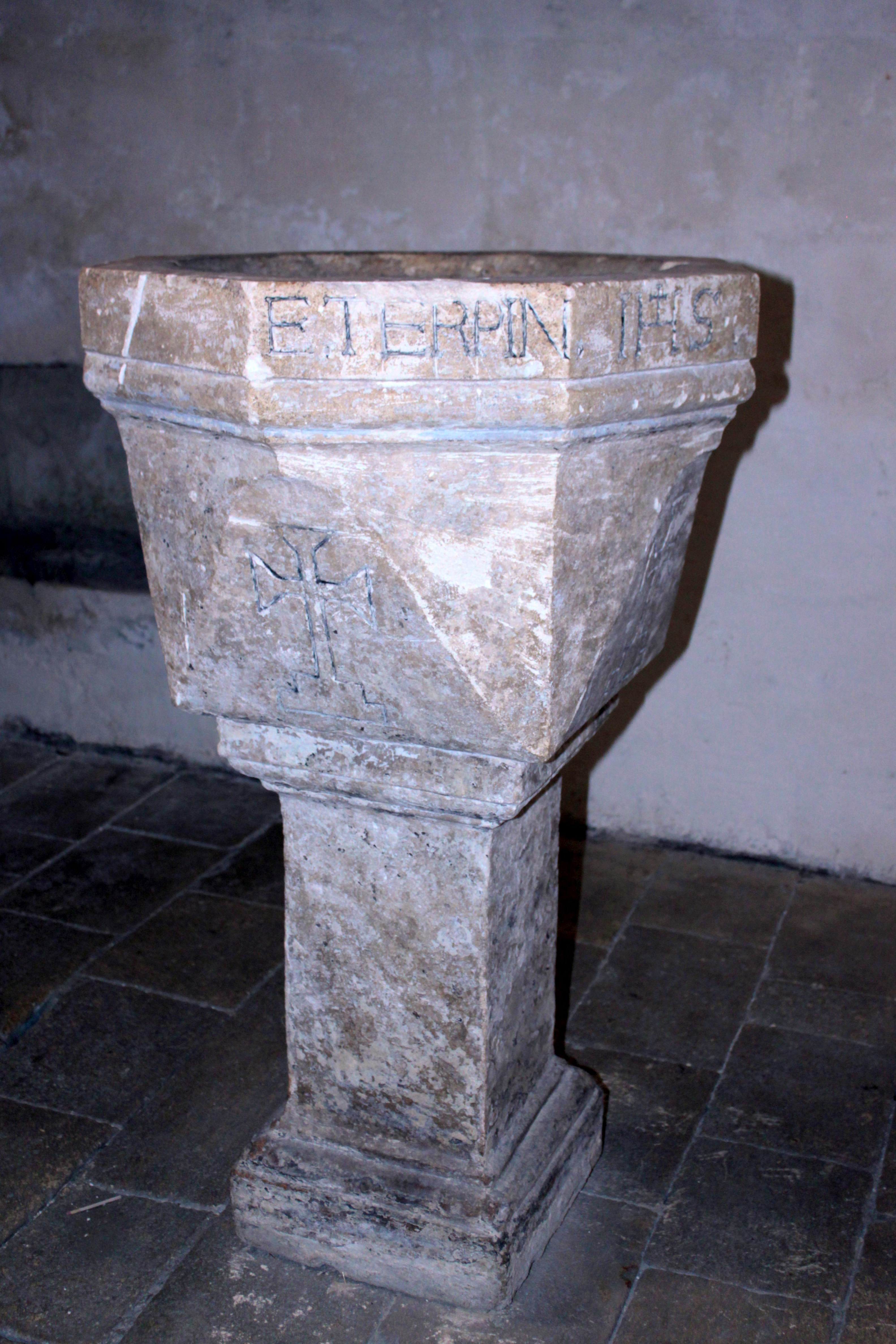
Baptisterio
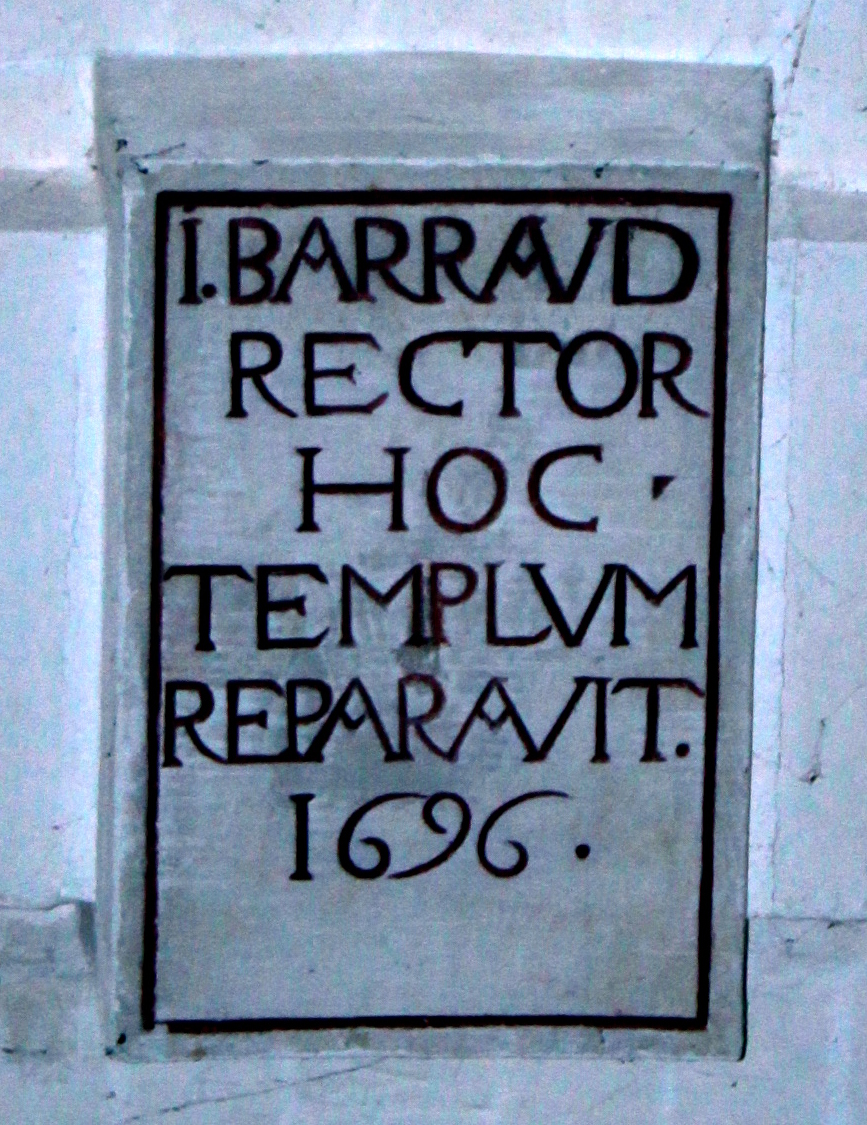
Placa recogiendo la fecha de renovación